# Geburtseinleitung
Die (medikamentöse) Geburtseinleitung ist die künstliche Auslösung der Geburt vor Einsetzen der Wehen mittels verschiedener hormoneller Substanzen (Wehenmittel).

## Geburtseinleitung beim Menschen
Beim Menschen versteht man unter Geburtseinleitung das Auslösen von Wehen an der schwangeren Gebärmutter, bevor diese von selbst beginnen. Parallel wird dazu häufig der Begriff Priming verwendet, worunter man einen zervikalen Reifungsprozess – ausgelöst durch Prostaglandin – versteht. Durch dieses Priming wird die Konsistenz der Zervix sowie die Sensitivität der Gebärmuttermuskulatur für Oxytocin verändert.

### Gründe für eine Einleitung
Zu den häufigsten wissenschaftlich belegten Gründen, die eine Einleitung sinnvoll machen, zählen:
- Terminüberschreitung
- Präeklampsie oder Bluthochdruck
- Diabetes mellitus
- vorzeitiger Blasensprung
- intrauterine Wachstumsretardierung

Weitere Gründe, wie „Verdacht auf Makrosomie“ und nichtmedizinische Gründe (Wunsch der Frau), werden teilweise sehr kritisch diskutiert. In einer amerikanischen Studie konnte gezeigt werden, dass die Rate an Einleitungen vor der 39. Schwangerschaftswoche durch das Einholen einer zweiten Meinung von 27 % auf 6 % gesenkt werden konnte.
Eindeutige Gründe, die gegen eine Geburtseinleitung sprechen (Kontraindikationen), sind:
- Placenta praevia
- Nabelschnurvorfall
- Zustand nach Längsuterotomie (Operationen an der Gebärmutter, bei denen längs geschnitten wurde)
- Akuter Herpes genitalis
- Missverhältnis zwischen kindlichem Kopf und mütterlichem Becken
- schweres Amnioninfektionssyndrom
- Unverträglichkeit auf Prostaglandine

### Wahl der optimalen Einleitungsmethode
Während bis in die Mitte der 1970er Jahre nur die Einleitung durch Oxytocin üblich war, gibt es inzwischen mehr als 20 verschiedene Einleitungsmethoden. An die Methode der Wahl werden sowohl von der betroffenen Schwangeren als auch vom geburtshilflichen Team Anforderungen gestellt:
- Die Mutter sollte zufrieden sein mit der gewählten Methode
- Die vaginale Geburt sollte in weniger als 24 Stunden erfolgen: dieser Punkt beinhaltet eine kurze Wehendauer, bei möglichst niedrigen Rate an vaginal operativen Entbindungen und Schnittentbindungen.
- Eine möglichst geringe Rate an: Tachysystolie (= mehr als 5 Wehen in 10 Minuten über 20 Minuten), uteriner Hypertonus (Wehendauer länger als 2 Minuten), kindliche Herztonveränderungen, mütterliche Komplikationen wie Uterusruptur
- Die gewählte Methode sollte wirtschaftlich günstig sein, d. h. eine möglichst kurze Verweildauer der Frau in der geburtshilflichen Abteilung

Im Moment gibt es noch keine Methode, die diese Anforderungen alle erfüllen kann.
Als begünstigende Faktoren dafür, dass eine Einleitung rasch anspricht, gelten eine höhere Parität, eine Body-Mass-Index von kleiner 35, das Herkunftsland, ein mütterliches Alter von unter 35 Jahren, ein Schwangerschaftsalter über der 37. Woche, ein geringes fetales Gewicht und ein Wert von größer sechs im Bishop-Score.

### Einleitungsmethoden

#### Oxytocin
Die Einleitung mit intravenös verabreichtem Oxytocin ist die am häufigsten angewandte Methode weltweit. Sie wird teilweise noch kombiniert mit einer Amniotomie (Eröffnen der Fruchtblase). Untersuchungen zeigten, dass es dabei, im Vergleich mit „Abwarten“ signifikant schneller zur Geburt kommt, aber auch häufiger zum Kaiserschnitt. Die Gabe von Oxytocin geht mit einer Herabregulation der Oxytocinrezeptoren einher, und in diesem Zusammenhang wird die gängige Praxis der Oxytocininfusion teils kritisch gesehen. Bei Frauen, denen präpartal Oxytocin verabreicht wurde, treten häufiger postpartale Hämorrhagien auf, was auf eine Verminderung und Desensibilisierung der Oxytocinrezeptoren zurückgeführt wird. Die mittel- und langfristige Wirkung perinatale Einsatz von Oxytocin auf das Kind und die Mutter ist bisher wenig untersucht. Es gibt Hinweise, dass er mit einer höheren Rate depressiver Verstimmungen bei der Mutter einhergehen kann oder dass er sich ungünstig auf die anfängliche Mutter-Kind-Bindung auswirken kann und es später häufiger zu Schwierigkeiten beim Stillen und zu exzessivem Schreien im Säuglingsalter kommen kann.

#### Prostaglandin E2
Beim Priming mit Prostaglandin E2 wird dieses intrazervikal in Form von Tabletten, Pessaren oder Gel eingelegt. Über die Menge der Dosierung gibt es keine einheitliche Empfehlung. Diese Methode gilt gegenüber Oxytocin als empfehlenswert bei einem Bishop-Score kleiner sechs, die Kaiserschnittquote scheint nicht erhöht zu sein.

#### Misoprostol
Misoprostol ist ein synthetisch hergestelltes Prostaglandin-E1-Analogon, welches oral oder vaginal verabreicht werden kann. Es ist kostengünstig und führt im Vergleich zur Einleitung mit Prostaglandin E2 häufiger zur vaginalen Geburt innerhalb von 24 Stunden. Es kommt aber auch häufiger zu einem Wehensturm (Hyperstimulation der Gebärmutter), deshalb darf es bei Frauen nach Operationen an der Gebärmutter nicht verwendet werden.
Nach Angaben von Peter Husslein, Professor für Geburtshilfe, besteht bei der Verwendung von Cytotec (Handelsname von Misoprostol) ein größeres Risiko eines Gebärmutterrisses oder auch eines Wehensturms als bei Verwendung anderer Alternativen. Ein Wehensturm könne einen Sauerstoffmangel für das Kind bewirken. Es gebe keinen ausreichenden Grund dafür, dieses gefährliche nicht registrierte Medikament für die Geburtshilfe einzusetzen. Patientinnen würden jedoch „nicht immer fair aufgeklärt“. Demgegenüber hat sich das Medikament bei richtiger Indikationsstellung und einer korrekten Dosierung in verschiedenen Studien sowie in einem Cochrane Review als sicher und wirksam erwiesen.
Im April 2021 entschied das Bundesinstitut für Arzneimittel und Medizinprodukte (BfArM) gemeinsam mit Arzneimittelimporteuren, dass das Mittel Cytotec angesichts vieler Komplikationen im Off-Label-Use in Deutschland nicht mehr vertrieben wird.

#### Naturheilkundliche Einleitungsmethoden
Bekannt sind der Wehencocktail sowie Nelkenöltampons, die über die Scheide appliziert werden. Eine randomisierte kontrollierte Studie zur Anwendung der Akupunktur zusätzlich zur medikamentösen Geburtseinleitung erbrachte keine signifikante Verringerung der Zeit bis zur Entbindung.

#### Mechanische Methoden
Früher waren auch mechanische Methoden, wie die Eipollösung oder die künstliche Eröffnung der Fruchtblase (Amniotomie) zur Geburtseinleitung verbreitet. Diese Methoden werden heute nur noch selten angewendet, da insbesondere die Amniotomie mit zahlreichen Risiken für Mutter und Kind einhergehen.
Historische Methoden, eine künstliche Frühgeburt einzuleiten waren etwa heiße Vollbäder oder die Anwendung der Elektrizität.

## Geburtseinleitung bei Haustieren

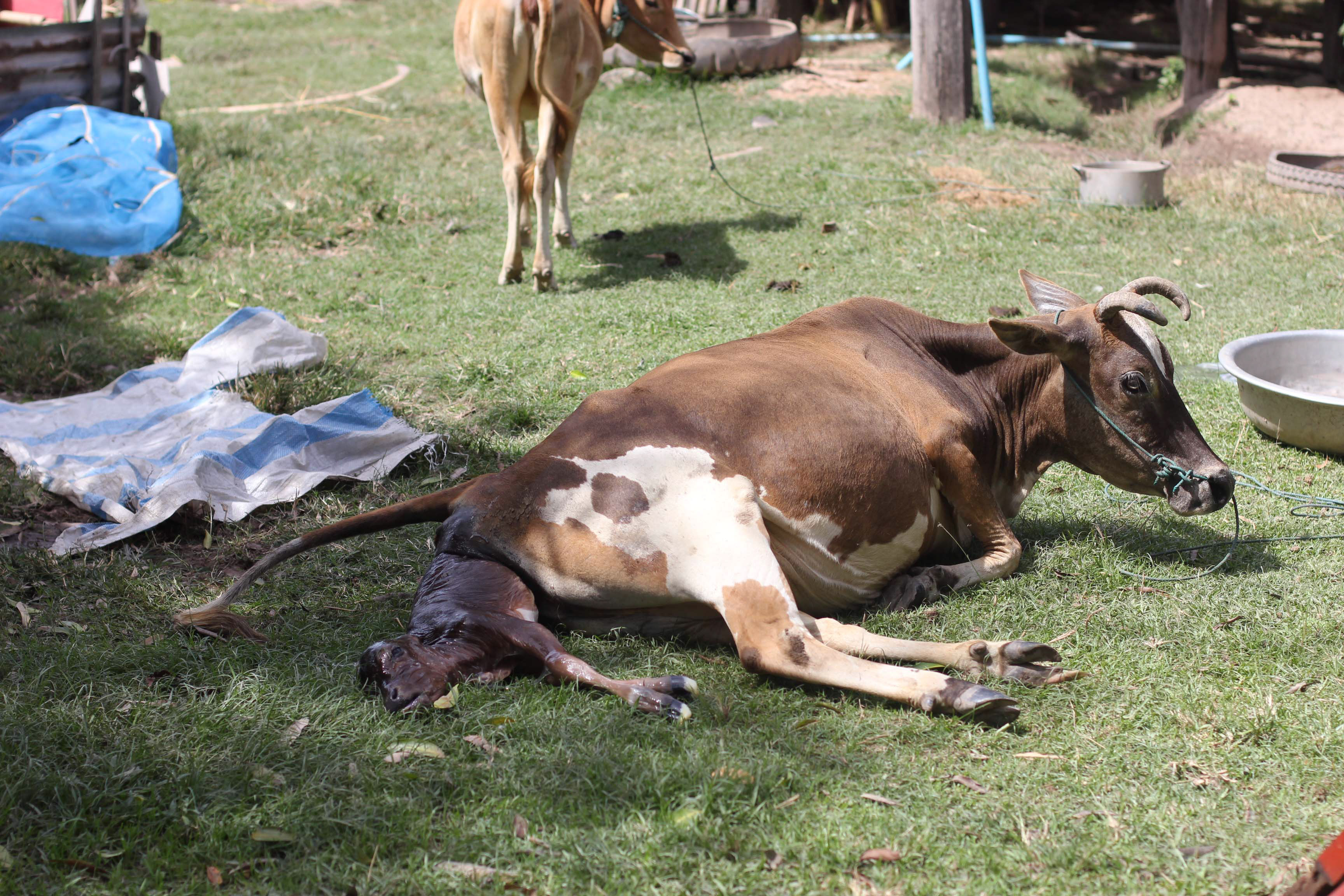
Kalbende Kuh

Da die hormonelle Aufrechterhaltung der Trächtigkeit bei den verschiedenen Säugetieren Besonderheiten aufweist, unterscheiden sich auch die zur Geburtseinleitung verwendeten Arzneimittel. Bei Tieren, bei denen das trächtigkeitserhaltende Progesteron im Gelbkörper produziert wird, kommen Prostaglandine und Glucocorticoide in Betracht, bei Produktion im Mutterkuchen (Plazenta) Glukokortikoide. Indikationen für eine Geburtseinleitung sind vor allem schwere Erkrankungen des Muttertieres, bei Rindern auch Übertragen, bei Hausschweinen auch die Synchronisation der Abferkelungen aus technologischen Gründen. Problematisch sind bei gewollter Lebensfähigkeit der Nachkommen vor allem eventuell unreife Früchte (unbekannter Decktermin), ungenügend geweitete Geburtswege (Schwergeburt), eine unreife Plazenta (Nachgeburtsverhaltung) und eine ungenügend entwickelte Milchdrüse (wenig Immunglobuline im Kolostrum).
Bei Pferden wird die Trächtigkeit ab dem 130. Tag allein durch die Progesteron-Produktion der Plazenta aufrechterhalten. Eine Geburtseinleitung ist bei Stuten allein durch Oxytocin über eine Dauertropfinfusion möglich, da der Verschluss des Muttermundes relativ gering ist.
Bei Hausrindern ist ab dem 270. Trächtigkeitstag eine Geburtseinleitung durch Prostaglandin F2α oder synthetische F2α-Analoga wie Cloprostenol und Tiaprost möglich, welche zum Abbau des Gelbkörpers (Luteolyse) führen. Die Geburt setzt bei Rindern nach 3 Tagen ein, allerdings führt diese Art der Geburtseinleitung in den meisten Fällen zu einer Nachgeburtsverhaltung. Bei Rindern, Schafen und Ziegen ist auch eine Geburtseinleitung mit hochwirksamen Glucocorticoiden (z. B. Dexamethason, Flumethason) möglich, wenn das Ungeborene noch lebt. Sie werden beim Rind zunächst 4 Tage in niedriger Dosierung verabreicht, um die Lungenreifung des Kalbes zu fördern, und dann an zwei aufeinanderfolgenden Tagen hochdosiert, am letzten Tag kombiniert mit Prostaglandin F2α gegeben. Die Geburt setzt 24 Stunden nach der letzten Gabe ein.
Bei Schweinen kann zwischen dem 110. und 113. Trächtigkeitstag eine Geburtseinleitung durch Prostaglandin F2α oder Cloprostenol erfolgen, wobei nach 24 Stunden die Wehentätigkeit durch die Gabe von Oxytocin oder Carbetozin unterstützt wird.
Bei Haushunden kann ab dem 48. Trächtigkeitstag mit Cabergolin oder Aglepriston
eine Geburt ausgelöst werden. Cabergolin ist ein Prolactin-Hemmer, dessen Wirksamkeit auf der Tatsache beruht, dass die späte Trächtigkeit bei Hunden vor allem durch Prolactin aufrechterhalten wird. Aglepriston ist ein Antiprogestin, welches die Rezeptoren für Progesteron am Uterus blockiert. Mit Einsetzen der Geburt wird die Wehentätigkeit durch die Gabe von Oxytocin unterstützt.
Bei Hauskatzen ist eine Geburtseinleitung in der Praxis so gut wie nie erforderlich, hier kann ebenfalls Aglepriston eingesetzt werden.